# カルテット!
『カルテット!』は、2010年に発売された鬼塚忠の小説。2012年『カルテット!〜Quartet!〜』のタイトルで映画化された。

## ストーリー
主人公は天賦のバイオリンの才に恵まれた中学生の開。しかし、彼の家族はバラバラだった。音大出身の父は、会社からリストラされて求職中。母は、かつて自らが目指した音楽家の夢を、過剰なまでに開に託そうとする。姉は、開へのコンプレックスからか、やや自暴自棄な生活をしている。開はなんとか家族をまとめようとして、父はピアノ、母はチェロ、姉はフルートを練習し、最初は酷かった演奏が次第に練り上げられていく。そんななかで家族の絆が生まれ、開も音楽家として成長していく。現代の核家族によくある問題が典型的な形で描かれており、音楽という得体の知れないものによる、崩壊しかけた家族の再生の物語。

## 書誌情報
- カルテット!（2010年1月21日発売、河出書房新社）
- カルテット!（2011年12月3日発売、河出文庫）

## 映画
映画『カルテット!〜Quartet!〜』は、千葉県浦安市の市制30周年記念として製作された。原作者の鬼塚忠（脚本にも参加した）は浦安市在住であった。配給は松竹。2011年12月17日、浦安市のシネマイクスピアリにて先行公開、2012年1月7日に丸の内ピカデリーほか全国主要都市にてロードショー。
クランクインを前に東日本大震災が発生、市域の86%が液状化被害を受けたため、一時は制作中止の危機に見舞われた。しかし、浦安市民の後押しもあり、4月に浦安市内で撮影を決行。エンドロールには震災関連の映像がある。

### キャスト
- 永江開 - 高杉真宙
- 永江美咲 - 剛力彩芽
- 永江直樹 - 細川茂樹
- 永江ひろみ - 鶴田真由
- 千尋先生 - 田中美里
- 北原隆 - 東幹久
- 渡辺雄介 - サンプラザ中野くん
- 柳川卓 - 上條恒彦
- 柳川陽子 - 由紀さおり
- 翔太 - 秋元龍太朗
- リナ - 小篠恵奈
- きよみ - 西村優奈
- 康子 - 疋田英美
- 秋山和慶 - 本人・特別出演
- 山根一仁 - 本人・特別出演
- 関根ユリ - 戸上敦生

### スタッフ
- エクゼクティブ・プロデューサー - 柳内光子
- 監督・脚本 - 三村順一
- 原作・脚本 - 鬼塚忠「カルテット!」（河出書房新社刊）
- 配給統括 - 大角正
- プロデューサー - 竹村友里、冨田隆示、飯原伴光
- 企画アドバイザー - 池田史嗣
- 協力プロデューサー - 平川修治、大塚和雄、宮澤君子
- 音楽プロデューサー - 今瀬康夫
- アシスタントプロデューサー - 大迫史門
- 撮影 - 岡田次雄
- 照明 - 岩崎豊
- 録音 - 星一郎
- 美術 - 山﨑輝
- 音楽 - 渡辺俊幸
- 編集・ポストプロダクションプロデューサー - 金子尚樹
- スクリプター - 今村治子
- 助監督 - 松岡孝典
- 制作担当 - 板井茂樹
- 制作 - グッドライフ
- 制作協力 - SLピクチャーズ、フィルムクラフト、ベルカントジャパン、浦安商工会議所
- 後援 - 浦安市
- 配給 - 松竹
- 製作 - 浦安観光コンベンション協会、グッドライフ、草苑学園、「カルテット!」プロジェクト（DHC、東洋リネンサプライ、草苑保育専門学校、山一興産、ラビット、創心建設興業、平成建設工業）

### 主題歌
- mihimaru GT「One Time」
  - 主題歌「One Time」は、本作のために書きおろした新作[1][2]。

## ミュージカル
2012年4月12日から21日にかけて東京グローブ座、4月25日に浦安市文化会館大ホールにて上演。

### キャスト
- 永江開 - 法月康平[3]
- 永江直樹 - 榎木孝明[3]
- 永江ひろみ - 秋本奈緒美[3]
- 永江美咲 - キタキマユ[3]
- 千尋 - 桜乃彩音[3]
- レストランのオーナー - エハラマサヒロ[3]

演奏
- ヴァイオリン - 對馬哲男[3]
- フルート - 三浦茜[3]
- チェロ - 井上雅代[3]
- ピアノ - 中島剛[3]

### スタッフ
- 脚本：鈴木哲也[4]
- 台本・作詞・演出：菅野こうめい[4]
- 音楽：羽毛田丈史[4]

## 関連
- カルテット - 2017年のテレビドラマ